# Festival di Monterey
Il Festival Internazionale di Musica Pop di Monterey (Monterey Pop Festival) è stato un festival musicale che si è svolto dal 16 giugno al 18 giugno 1967. Vi parteciparono più di 200.000 persone ed esso è anche riconosciuto come uno degli apici del movimento hippie e il precursore del festival di Woodstock, che si svolse due anni più tardi.

## Il festival
Allestito vicino al paese di Monterey (California), in un'arena naturale che aveva per anni ospitato il Monterey Jazz Festival, la manifestazione fu organizzata dal produttore discografico Lou Adler, dai cantanti Paul Simon, Michelle Phillips e John Phillips dei The Mamas & the Papas, dal produttore Alan Pariser e da Derek Taylor.
La scaletta del festival incluse membri dei Beatles e dei Beach Boys. Il poster pubblicitario fu disegnato dall'art director Tom Wilkes. Fu creato per l'occasione un “comitato di garanti” di cui facevano parte fra gli altri Donovan, Paul McCartney, Mick Jagger, Smokey Robinson e Brian Wilson.
Gli artisti suonarono gratis e tutto il ricavato fu donato in beneficenza, con l'unica eccezione di Ravi Shankar che fu pagato 3.000 dollari per la sua lunga performance pomeridiana con il sitar
Il biglietto di ingresso costava un dollaro. Il festival è tipicamente ricordato (con l'album Sgt. Pepper's Lonely Hearts Club Band uscito due settimane prima) come l'apice della cosiddetta "Summer of Love".
Il festival entrò nella storia anche per la prima grande apparizione statunitense di Jimi Hendrix, permessa grazie all'insistenza di Paul McCartney e degli Who e la cui esibizione venne presentata al pubblico da Brian Jones.
Fu anche il debutto di Janis Joplin, che apparve come membro dei Big Brother and the Holding Company, e Otis Redding, nei Booker T. & the M.G.'s. Redding sarebbe morto pochi mesi dopo.

## Musicisti

### Venerdì 16 giugno
- The Association
- The Paupers
- Lou Rawls
- Beverly
- Johnny Rivers
- The Animals
- Simon and Garfunkel

### Sabato 17 giugno
- Canned Heat
- Big Brother & the Holding Company con Janis Joplin
- Country Joe and the Fish
- Al Kooper
- The Butterfield Blues Band
- Quicksilver Messenger Service
- Steve Miller Band
- The Electric Flag
- Moby Grape
- Hugh Masekela
- The Byrds
- Laura Nyro
- Jefferson Airplane
- Booker T. & the M.G.'s
- Otis Redding

### Domenica 18 giugno
- Ravi Shankar
- The Blues Project
- Big Brother & the Holding Company
- The Group with No Name
- Grateful Dead
- Buffalo Springfield
- The Who
- The Jimi Hendrix Experience
- The Mamas & the Papas